# Emil Gerhäuser

Emil Gerhäuser, 1894

Emil Gerhäuser (* 29. April 1868 in Krumbach, Bayern; † 5. Januar 1917 in Stuttgart) war ein deutscher Opernsänger (Tenor) und Regisseur.

## Leben und Werk
Gerhäuser wurde als Sohn eines Apothekers geboren. Er begann zunächst ein Jurastudium an der Universität München, bevor er eine Gesangsausbildung zum Tenor erhielt. 1890 feierte er sein Debüt an der Münchner Hofoper.
1909 zog Gerhäuser nach Stuttgart, wo er als Regisseur an der Hofoper arbeitete. 1912 übernahm er die Regie bei der Uraufführung der ersten Fassung von Richard Strauss’ Ariadne auf Naxos.
Emil Gerhäuser war mit der Schauspielerin Ottilie Gerhäuser-Saint-Georges verheiratet.
Gerhäuser arbeitete auch als Theaterautor. Überliefert sind u. a. Vorarbeiten zum Thema Mittgart, eine Menschenzüchtungs-Utopie der Zeit, der er eine andere Richtung geben wollte.

## Libretto
- Moloch. Musikalische Tragödie (Oper). Musik: Max von Schillings. UA 1906

## Notizen
1. ↑  Die Vorarbeiten umfassen: Personen und Charaktere; Conflikte und Handlung; Material für den Dialog. Datiert München, September 1905. 116 Blätter, 10 Tafeln. Genannt: 'Reformdrama', in dessen Mittelpunkt verschiedene Auffassungen von der Ehe und der seinerzeit vieldiskutierten 'Erneuerung des germanischen Blutes und die Hochzüchtung der deutschen Edelrasse' stehen. Gerhäuser: "Mittgart stellt ein kommunistisches Gemeinwesen dar unter Aufhebung der Form der Familie und der Stände"; die reine Rasse an sich sei unfähig zur Kultur, "nicht in der Züchtung der 'reinen Germanen' liegt das Ziel der Entwicklung, sondern im Heraufkommen des hohen Kulturmenschen"; unter den Personen des Dramas gibt es einen Bekenner der "Regenerationslehre", in einem härenen Gewand à la Anton Dieffenbach; diese Vorarbeiten hat G. später fortgeführt unter dem Titel Sonnengart. Scenarium. Schauspiel in fünf Akten. 54 Blätter; begonnen in Berlin am 20. Dezember 1906.

| Personendaten    | Personendaten                               |
| ---------------- | ------------------------------------------- |
| NAME             | Gerhäuser, Emil                             |
| KURZBESCHREIBUNG | deutscher Opernsänger (Tenor) und Regisseur |
| GEBURTSDATUM     | 29. April 1868                              |
| GEBURTSORT       | Krumbach, Bayern                            |
| STERBEDATUM      | 5. Januar 1917                              |
| STERBEORT        | Stuttgart                                   |